# Il silenzio della spada
Il silenzio della spada (The Caspian Gates) è un romanzo di Harry Sidebottom del 2011, uscito in Italia l'anno dopo. È il quarto capitolo della saga Il guerriero di Roma, che ha per protagonista il generale romano Ballista.

## Trama
Anno 262. L'impero romano è stato sconvolto da una guerra civile che ha visto l'imperatore Gallieno sconfiggere vari suoi usurpatori che gli contendevano la porpora imperiale. Ora, egli deve difendere il proprio trono ad Oriente dall'esercito sasanide e dalla furia devastante dei Goti, masse di barbari invasori che premono lungo i confini imperiali. La città di Efeso, già rasa al suolo da un terribile terremoto, viene assaltata e depredata dai barbari, e i suoi abitanti credono che questa sia l'ira degli dèi. L'anglo vir eminentissimus Marco Clodio Balista, ormai fedele guerriero di Roma, cerca di proteggere da questi pericoli la moglie Giulia, i suoi figli e i suoi amici; l'imperatore stesso è invece indeciso se mandare a morte il suo abile generale per evitare che si prenda troppe glorie o salvarlo per utilizzarlo ancora una volta contro le costanti invasioni dei barbari, ma alla fine decide di affidargli una missione difficile: difendere le Porte caspiche, ultimo baluardo difensivo imperiale in Oriente fra i Monti del Caucaso, contro le nuove incursioni di predoni sciti e sarmati. Balista accetta di recarsi in quei luoghi con a fianco i soliti fidati amici; lo seguirà anche la bellissima Pitonessa, principessa discendente dalla maga Medea, della quale il valente anglo si innamorerà.

## Personaggi
- Marco Clodio Balista: generale romano e protagonista di tutta la saga, stavolta dovrà difendere la parte orientale dell'impero dalle orde barbariche.
- Gallieno: figlio di Valeriano, gli è succeduto come Imperator di Roma nel libro precedente dopo la di lui cattura per mano dei Sasanidi.
- Pitonessa: principessa discendente dalla maga Medea. Ballista si innamorerà di lei.

## Edizioni
- Harry Sidebottom, Il silenzio della spada, traduzione di Giampiero Cara, Roma, Newton Compton Editori, 2012,  p. 367, ISBN 978-88-541-3968-8.